# Protosebasto
El título de protosebasto (en griego: πρωτοσέβαστος, prōtosésbatos, «primer sebasto») fue un destacado título cortesano bizantino que creó el emperador Alejo I Comneno.

## Historia
A pesar de que el título aparece por primer en un documento del 1049 en el que Domenico I Contarini, el dux de Venecia, lo utiliza junto con el de patricio para referirse a sí mismo, se acepta generalmente que lo creó el emperador Alejo I Comneno (1081-1118). Se otorgó por primera vez al hermano de Alejo, Adriano; otro de los primeros ostentadores del título fue su cuñado Miguel Taronites, que poco después obtuvo el más importantes de panhipersebasto. También se le concedió a Sergio VI de Nápoles y al hijo de este, Juan VI, más o menos por la misma época.
Más tarde, durante el siglo XII, se concedía a parientes cercanos del emperador bizantino, como el hijo mayor del sebastocrátor. En el periodo paleólogo, se confería a las principales familias aristocráticas, como los Tarchaneiotai, los Raúl, etc.
El De Officialibus Palatii Constantinopolitani et de Officiis Magnae Ecclesiae de Jorge Codinos, escrito poco después mediado el siglo XIV, coloca al protosebasto en el decimotercer puesto de la jerarquía imperial, entre el megas logothetēs y el pinkernes. Su traje ceremonial incluía un sombrero skiadion verde y dorado con bordados de seda, o un skaranikon hongo de color albaricoque rojizo decorado con bordados de hilo de oro, con un doble retrato del emperador en vidrio: por delante este aparecía en pie y por detrás del sombrero, entronizado. Llevaba asimismo una túnica kabbadion de seda.

## Protosebastos destacados
- Adriano Comneno, hermano de Alejo I Comneno;
- Alejo Branas, general;
- Alejo Comneno, sobrino de Manuel I Comneno, regente de facto en 1180-82;
- Constantino Bodin, señor de Doclea en 1081-1101;
- Jorge Muzalon, amigo y ministro de jefe de Teodoro II Láscaris;
- Hrelja, magnate del Imperio serbio;
- Juan Ducas Camatero, primo y principal ministro de Manuel I Comneno;
- Juan Comneno, sobrino de Alejo I Comneno y gobernador de Dirraquio;
- Miguel Panaretos, funcionario e historiador del Imperio de Trebisonda y
- Filareto Brajamio, general.